# Листопадова група

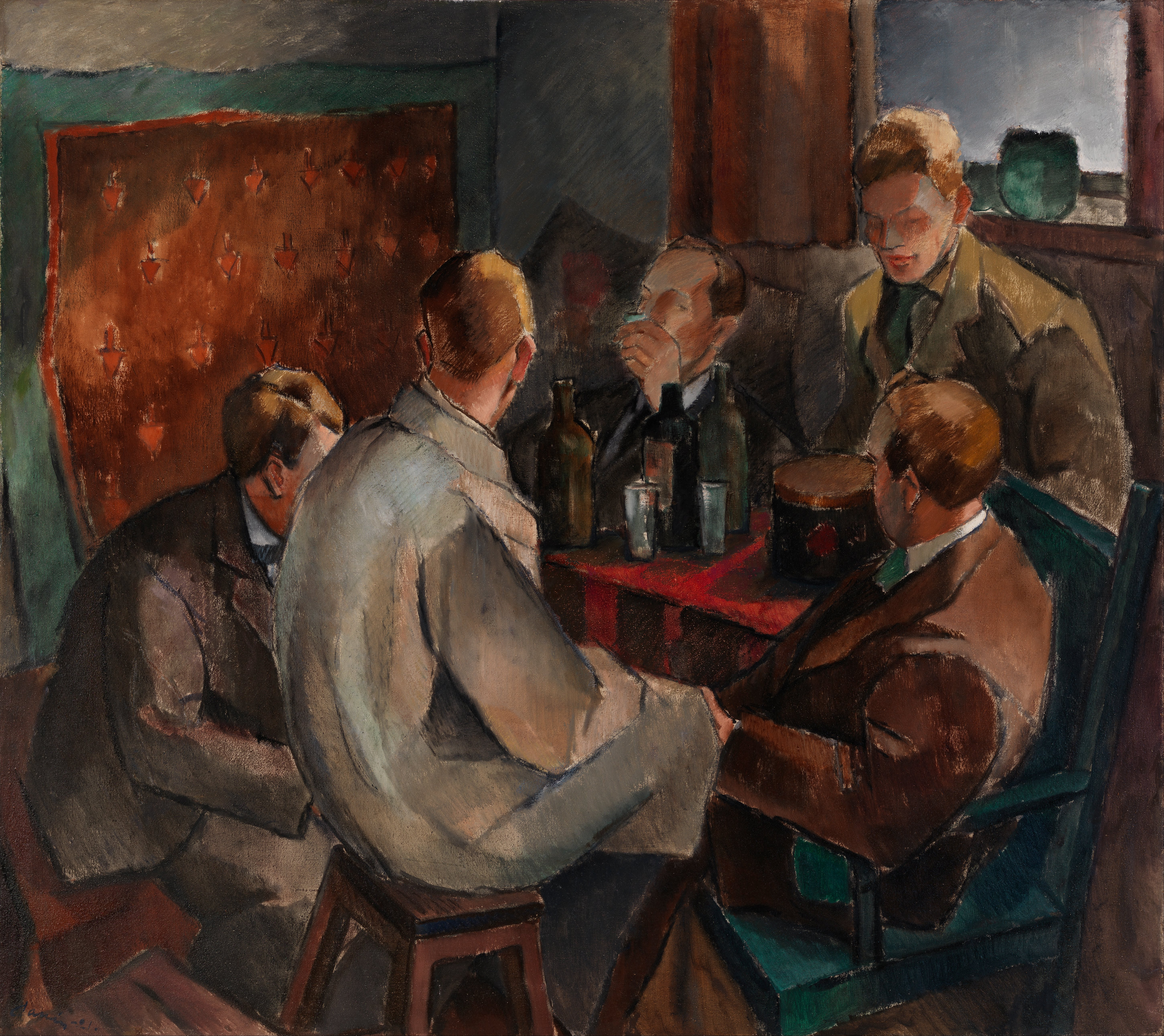
Альвар Кавен. Члени «Листопадової групи» (1921), (EMMA — Еспоо музей сучасного мистецтва, Швеція)

Листопадова група (нім. Novembergruppe) — асоціація художників, скульпторів-експресіоністів, композиторів та інших діячів мистецтва, створена 3 грудня 1918 року під час Листопадової революції у столиці Німеччини Берліні Максом Пехштейном і Цезарем Кляйном.

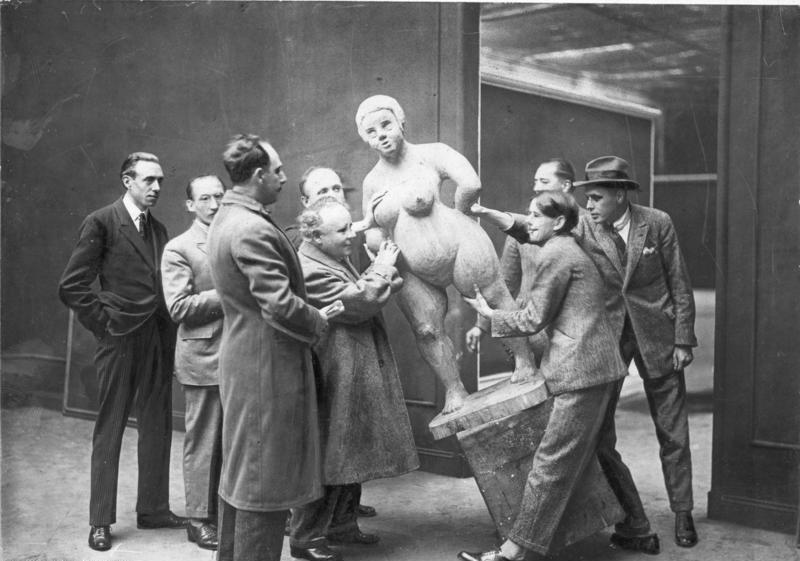
Члени «Листопадової групи» під час підготовки до відкриття Великої Берлінської художньої виставки, червень 1924

Об'єднувала модерністів, представників різних художніх течій і жанрів, захоплених новим соціальним ідеалом об'єднання художника і робітника, зв'язку мистецтва і життя. Група прагнула формувати культурні смаки суспільства. В меншій мірі пов'язана стилем мистецтва, ніж загальними соціальними ідеалами і соціалістичними цінностями, група взяла на себе роль об'єднання радикальних художників. Вони обговорювали такі питання, як організація художніх шкіл і нові закони мистецтва.
У грудні 1918 року «Листопадова група» злилася з «Радою працівників мистецтв» (нім. Arbeitsrat für Kunst).
Члени групи називали себе радикальними і революційними художниками. Їх роботи були спрямовані на підтримку соціалістичної революції в Німеччині.
У 1921 році художники з лівого крила «Листопадової групи» закликали покласти край «буржуазному розвитку» мистецтва. Декларацію підписали Отто Дікс, Ґеорґ Ґросс, Рауль Гаусманн, Джон Гардфілд, Ґеорґ Шольц та ін.

Членами «Листопадової групи» також були:
- Джордж Антейл
- Курт Вайль
- Карел Віллінк
- Яша Горенштейн
- Василь Кандинський
- Еріх Мендельсон
- Рудольф Бауер
- Рудольф Беллінґ
- Отто Ґрібель
- Генріх Даврінґгаузен
- Вальтер Дексель
- Евальд Матаре
- Карло Мензе
- Тіло Маач
- Кості Меріляйнен
- Людвіг Міс ван дер Рое
- Ґеорґ Мухе
- Отто Ланге
- Ель Лисицький,
- Артур Сегал
- Бруно Таут,
- Ріхард Тіссен
- Отто Фрейндліх
- Ганс Шарун,
- Ханс Ейслер

На початку 1920-х група провела ряд виставок. У 1922 році «Листопадова група» була реорганізована і стала частиною «Картелю передових художніх груп в Німеччині» (Kartell fortschrittlicher Künstlergruppen in Deutschland).
Розпалася в 1924 році у зв'язку з різкою зміною суспільної обстановки в Німеччині.